# Sam Worthington
Pour les articles homonymes, voir Worthington.
Sam Worthington est un acteur, réalisateur et scénariste britanno-australien, né le 2 août 1976 à Godalming dans le Surrey (Angleterre).
Il est notamment connu pour son rôle de Jake Sully dans la série de films Avatar.

## Biographie
Samuel Henry John « Sam » Worthington naît à Godalming dans le comté de Surrey de l'union de Ronald W. Worthington, employé, et Jeanne J. Martyn, femme au foyer. Il a une sœur aînée, Lucinda. Alors qu'il est âgé de six mois, ses parents emménagent en Australie dans la banlieue de Perth Warnbro, commune de Rockingham,,.
Il effectue ses études au John Curtin College of The Arts mais quitte l'école à dix-sept ans. À dix-neuf ans, il accompagne sa petite amie de l'époque pour son examen d'entrée dans le prestigieux National Institute of Dramatic Art (NIDA) de Sydney qui a accueilli entre autres Mel Gibson, Cate Blanchett et Baz Luhrmann : elle se voit refuser l'admission mais lui est admis à sa grande surprise. Il sort diplômé du NIDA, en 1998, à l'âge de vingt-deux ans et est salué pour sa prestation d'Arthur Wellesley dans la pièce Judas Kiss montée au Belvoir Street Theatre.
Il est aussi un grand fan de rock et de heavy metal, arborant souvent lors d'interviews différents t-shirts de groupes tels que Motörhead, Metallica, AC/DC, Guns N' Roses, etc.

### Carrière

#### Débuts et révélation critique
Il commence sa carrière à la télévision en apparaissant dans le feuilleton australien Brigade des mers (Water Rats) et décroche un rôle dans la série américaine JAG.
En 2000, il fait ses premiers pas au cinéma avec le film australien Bootmen de Dein Perry, dans lequel il incarne Mitchell, un voleur de voitures et frère du personnage principal, qui forme une troupe de claquettes. Ce rôle lui vaut une nomination à l'Australian Film Institute (l'équivalent australien des Oscars) dans la catégorie du meilleur second rôle masculin.
En 2001, il poursuit sa carrière avec des rôles secondaires dans divers films, notamment dans le court métrage A Matter of Life réalisé par Jennifer Perrott, qui reste inédit en France, ainsi que dans Mission Évasion (Hart's War) de Gregory Hoblit, un film américain tourné en République Tchèque avec Bruce Willis et Colin Farrell en tête d'affiche. Il obtient ensuite un rôle plus significatif dans le film australien Dirty Deeds de David Caesar (2002) où il partage l'écran avec des acteurs comme Toni Collette, Sam Neill, et John Goodman.
En 2002, le réalisateur Jonathan Teplitzky lui confie son premier rôle important dans la comédie policière Gettin' Square (2003). Cependant, c'est son interprétation de Joe dans Le Saut périlleux de Cate Shortland (2004), présenté au Festival de Cannes dans la section « Un certain regard », qui le révèle au grand public. Le film remporte 41 prix et obtient 15 nominations, dont 13 prix de l'Australian Film Institute, notamment celui du meilleur acteur attribué à Sam Worthington.
En parallèle, il réalise un court métrage intitulé Enzo, dont il écrit le scénario, compose la musique et assure la photographie.
Il décroche ensuite un rôle dans le film historique américain Le Grand Raid de John Dahl (2005), tourné sur sa terre natale. Il fait par la suite son retour à la télévision avec quelques épisodes de la série australienne Love My Way et incarne Macbeth au cinéma dans une adaptation de la pièce transposée dans le Melbourne contemporain, rappelant le Roméo + Juliette de son compatriote Baz Luhrmann. Ce film est réalisé par Geoffrey Wright, le cinéaste australien qui avait révélé Russell Crowe quatorze ans plus tôt dans Romper Stomper (1992).

#### Révélation commerciale

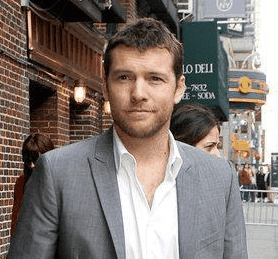
Sam Worthington à New York en avril 2010.

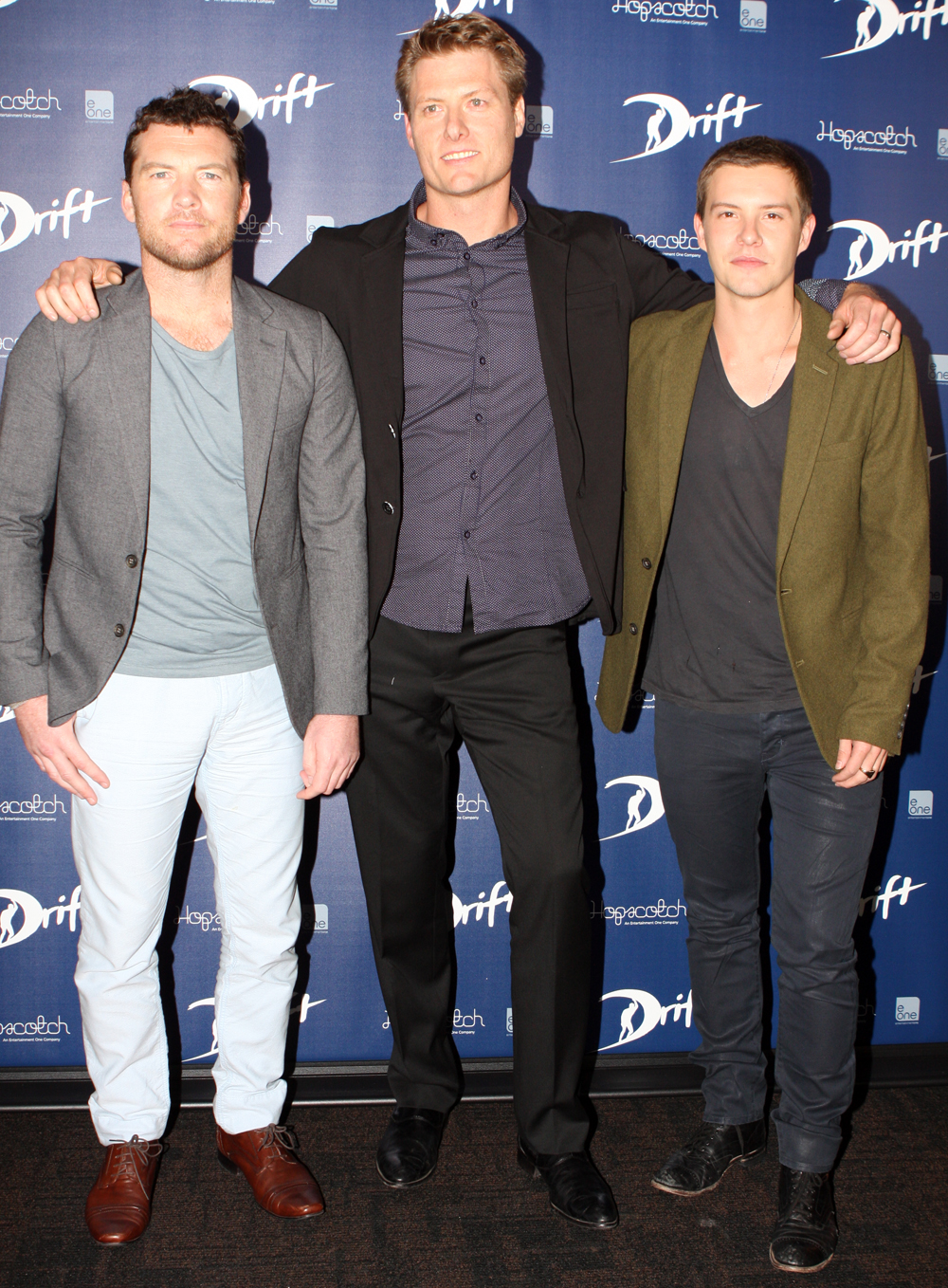
Sam Worthington en avril 2013 avec Myles Pollard et Xavier Samuel au Drift Movie Media Event.

Sam Worthington a failli lancer sa carrière internationale en étant pressenti parmi les nombreux successeurs de Pierce Brosnan pour incarner James Bond dans Casino Royale.
Cependant, c'est avec James Cameron que sa carrière prend un nouveau tournant. Le célèbre réalisateur de Terminator et de Titanic, absent des écrans depuis plusieurs années, lui confie le rôle principal de son film Avatar. Ce projet de science-fiction, qui fait sensation grâce à son budget record de plus de 300 millions de dollars et à la volonté du cinéaste d'utiliser la technologie 3D, marque un tournant pour l'acteur. Impressionné par sa performance, James Cameron le recommande aux producteurs de Terminator Renaissance, le quatrième volet de la saga lancée par Cameron en 1984. Sam Worthington obtient ainsi le rôle de Marcus Wright, partageant l'affiche avec la star montante Christian Bale. Cependant, le film reçoit un accueil mitigé de la part de la critique et les difficultés du studio entraînent l'annulation de la trilogie prévue. L'acteur enchaîne avec le tournage d'un autre blockbuster, Le Choc des Titans de Louis Leterrier, remake du film de 1981 de Desmond Davis, où il partage l'écran avec Ralph Fiennes, Liam Neeson et Mads Mikkelsen. Ce péplum rencontre du succès au box-office, entraînant la production d'une suite.
Parallèlement, l'acteur s'éloigne des grosses productions pour diversifier ses rôles. Il confirme son statut de star en partageant l'affiche de la comédie dramatique Last Night avec Eva Mendes, Keira Knightley et Guillaume Canet. Il fait également partie du casting de l'acclamé L'Affaire Rachel Singer, un polar réalisé par John Madden et porté par Jessica Chastain et Helen Mirren. En dehors du cinéma, il prête sa voix au personnage principal Alex Mason dans le jeu vidéo Call of Duty: Black Ops en 2010 qui établit un nouveau record de lancement, tous supports confondus.
En 2011, le thriller Killing Fields de Ami Canaan Mann, passe inaperçu lors de sa sortie en France malgré sa sélection en compétition lors de la 68e édition de la Mostra de Venise. C'est le début d'une période trouble pour Sam Worthington, enchaînant des films qui ne rencontrent pas le succès escompté. En 2012, Dos au mur,, et La Colère des Titans,, sont mal reçus par la critique et échouent à attirer le public.
L'année suivante, il poursuit avec deux autres films d'action, Drift et Sabotage, qui sont également mal accueillis.
Il retrouve cependant une critique favorable avec le mélodrame familial Paper Planes. Il est aussi bien accueilli par la critique que par le public (avec 85 % et 63 % de satisfaction respectivement, sur Rotten Tomatoes). Il poursuit dans un registre plus mature en jouant un père de famille dans le drame indépendant Cake, de Daniel Barnz, aux côtés de Jennifer Aniston.
En 2015, il est à l'affiche du western indépendant The Keeping Room, mené par la jeune Brit Marling, participe à la grosse production Everest, de Baltasar Kormákur et joue dans un autre film d'action, Kidnapping Mr. Heineken de Daniel Alfredson.
En 2018 et 2019 Sam Worthington accepte des contrats avec Netflix : il tient le rôle principal dans le thriller de science-fiction Titan, puis il incarne Ray Monroe dans le thriller La Fracture.
En 2022, Worthington reprend son rôle de Jake Sully dans Avatar: La voie de l'eau. À l'instar du premier film, cette suite connaît un immense succès critique et commercial. Dès sa sortie, le film bat plusieurs records et génère plus de 2,320 milliards de dollars de recettes mondiales, devenant ainsi le film le plus rentable de 2022 et le troisième plus grand succès de tous les temps.
En janvier 2024, il annonce entamer le tournage des suites d’Avatar, en Nouvelle-Zélande.
En juillet 2024, Worthington retrouve Giovanni Ribisi, son partenaire de la saga Avatar, pour jouer dans la série de films de western dramatique Horizon : Une saga américaine, réalisée par Kevin Costner, où il incarne le Premier lieutenant Trent Gephardt.

### Vie privée

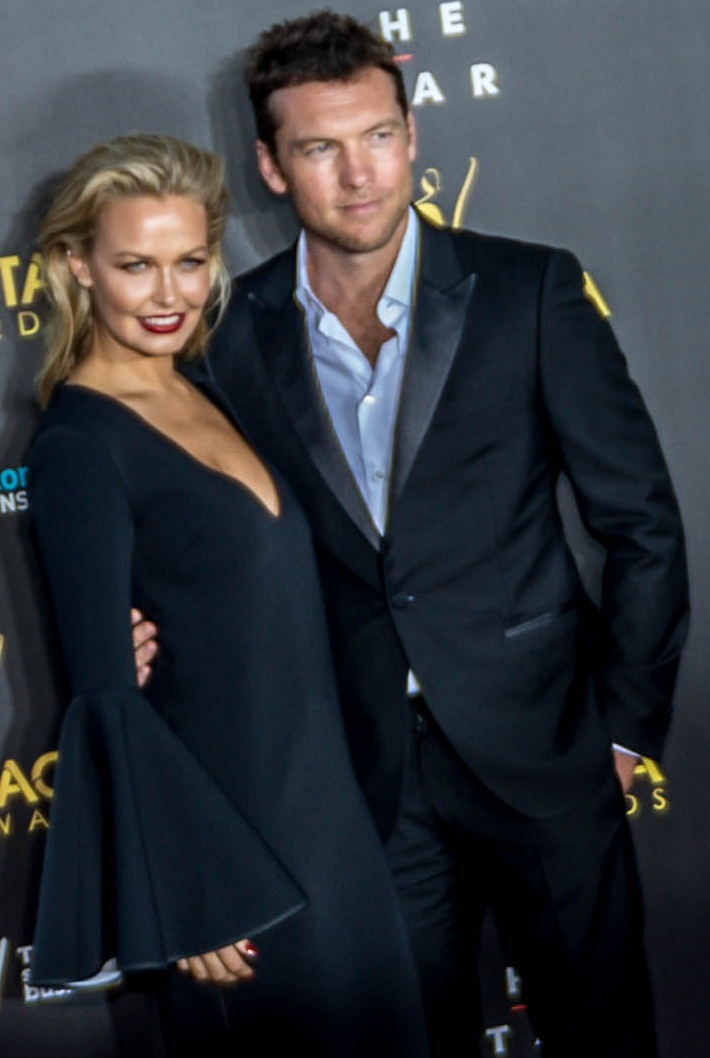
Sam Worthington avec son épouse Lara Bingle aux AACTAS Awards, en 2014.

De 2005 à 2008, il a a entretenu une relation avec l'actrice Maeve Dermody, puis, jusqu'au début de l'année 2011, il a partagé sa vie avec Natalie Mark, une styliste basée à Sydney.
Une rencontre fortuite change le cours de sa vie : en 2013, lors d'un festival à Central Park, New York, Sam Worthington croise la mannequin australienne Lara Bingle et tombe immédiatement sous son charme. Leur relation devient officielle en octobre de la même année, et ils se marient un an plus tard, le 28 décembre 2014. Le 26 mars 2015, ils accueillent leur premier enfant, un fils nommé Rocket Zot. Leur famille s'agrandit ensuite avec la naissance de deux autres garçons, Racer en 2016 et River en 2020. 
En 2022, Jennifer Hudson qui présente le talk-show The Jennifer Hudson Show (en) lui donne l'occasion de partager la signification des prénoms de ces trois fils. Il nous apprend alors que Rocket signifie « ascension », tandis que Racer est inspiré d'un poème sur un enfant qui embrasse la vie et fait partie de la race humaine. Le plus jeune, River, a défié les attentes de ses parents, qui souhaitaient un nom plus apaisant, mais il s'est révélé être le plus turbulent et énergique de tous. 

## Filmographie

### Cinéma

#### Longs métrages
- 2000 : Bootmen de Dein Perry : Mitchell Okden
- 2002 : Mission Évasion (Hart's War) de Gregory Hoblit : le caporal B. J. « Depot » Guidry
- 2002 : Dirty Deeds (en) de David Caesar : Darcy
- 2003 : Gettin' Square (en) de Jonathan Teplitzky : Barry « Wattsy » Wirth
- 2004 : Le Saut périlleux (Somersault) de Cate Shortland : Joe
- 2004 : Thunderstruck (en) de Darren Ashton : Ronnie
- 2005 : Le Grand Raid (The Great Raid) de John Dahl : Lucas
- 2005 : The Shark (Fink!) de Tim Boyle : Able
- 2006 : Macbeth de Geoffrey Wright : Macbeth
- 2007 : Solitaire (Rogue) de Greg McLean : Neil Kelly
- 2009 : Terminator Renaissance (Terminator Salvation) de McG : Marcus Wright
- 2009 : Avatar de James Cameron : Jake Sully et Tom Sully
- 2010 : Le Choc des Titans (Clash of the Titans) de Louis Leterrier : Persée
- 2010 : Love and Distrust de Lorraine Bracco, Daisy Gili, Eric Kmetz, Warner Loughlin, Diana Valentine et Darcy Yuille : Miles (caméo du court métrage Blue Poles)
- 2010 : L'Affaire Rachel Singer (The Debt) de John Madden : David (jeune)
- 2010 : Last Night de Massy Tadjedin : Michael Reed
- 2011 : Killing Fields (Texas Filling Fields) de Ami Canaan Mann : l'inspecteur Jack Sounder
- 2012 : Dos au mur (Man on a Ledge) d'Asger Leth : Nick Cassidy
- 2012 : La Colère des Titans (Wrath of the Titans) de Jonathan Liebesman : Persée
- 2013 : Drift de Morgan O'Neill et Ben Nott : J. B.
- 2014 : Sabotage de David Ayer : « Monster »
- 2014 : Paper Planes de Robert Connolly : Jack
- 2014 : Dans le silence de l'Ouest (The Keeping Room) de Daniel Barber : Moses
- 2014 : Cake de Daniel Barnz : Roy Collins
- 2015 : Kidnapping Mr. Heineken de Daniel Alfredson : Willem Holleeder
- 2015 : Everest de Baltasar Kormákur : Guy Cotter
- 2016 : Tu ne tueras point (Hacksaw Ridge) de Mel Gibson : le capitaine Glover
- 2017 : Le Chemin du pardon (The Shack) de Stuart Hazeldine : Mack Phillips
- 2017 : The Professional (Hunter's Prayer) de Jonathan Mostow : Stephen Lucas
- 2018 : Titan (The Titan) de Lennart Ruff : Rick Janssen
- 2019 : La Fracture (Fractured) de Brad Anderson : Ray Monroe
- 2021 : Lansky d'Eytan Rockaway : David Stone
- 2021 : The Last Son de Tim Sutton : Isaac LeMay
- 2022 : Avatar : La Voie de l'eau de James Cameron : Jake Sully
- 2023 : Sniper Redemption de Matt Nable : Ryan Logan
- 2024 : En plein vol (Lift) de F. Gary Gray : Huxley
- 2024 : Breathe de Stefon Bristol : Lucas
- 2024 : The Exorcism de Joshua John Miller et M. A. Fortin : Joe
- 2024 : Horizon : Une saga américaine, chapitre 1 (Horizon: An American Saga – Chapter 1) de Kevin Costner : 1er lieutenant Trent Gephardt
- 2024 : Horizon : Une saga américaine, chapitre 2 (Horizon: An American Saga – Chapter 2) de Kevin Costner : 1er lieutenant Trent Gephardt
- 2024 : The Killer de John Woo : Finn
- 2024 : Relay de David Mackenzie : Dawson

Prochainement Dates sujettes à modification
- 2025 : Fuze de David Mackenzie
- 2025 : Avatar : De Feu et de Cendres (Avatar: Fire and Ash) de James Cameron : Jake Sully
- 2029 : Avatar 4 de James Cameron : Jake Sully
- 2031 : Avatar 5 de James Cameron : Jake Sully
- date inconnue : Hello Stranger d'April Mullen : Kessler[32] (en postproduction[32])
- date inconnue : Gypsy Moon de Gigi Gaston[32] (en postproduction[32])

#### Courts métrages
- 2000 : Life in a Volkswagen de Craig Anderson et Bryan Moses
- 2001 : A Matter of Life de Jennifer Perrott : Our Hero
- 2004 : Blue Poles de Darcy Yuille : Miles
- 2006 : A Fairytale of the City de Vanessa Caswill : l'artiste

### Télévision

#### Séries télévisées
- 2000 : JAG : Yann Dunsmore (saison 5, épisode 15 : Boomerang, première partie)
- 2000 : Brigade des mers (Water Rats) : Phillip Champion (saison 5, épisode 8 : Harcèlement)
- 2000 : Blue Heelers (en) : Shane Donovan (saison 7, épisode 19 : Bloodlines)
- 2004-2005 : Love My Way (en) : Howard Light (10 épisodes)
- 2005 : The Surgeon (en) : Dr Sam Dash (8 épisodes)
- 2006 : Two Twisted (en) : Gus Rogers (saison 1, épisode 10)
- 2015 : Deadline Gallipoli (en) : Phillip Schuler (mini-série en 2 épisodes)
- 2017 : Manhunt : Jim « Fitz » Fitzgerald (7 épisodes)
- 2021 : Fires : Glen Findlay (mini-série, 2 épisodes)
- 2022 : Sur ordre de Dieu : Ron Lafferty (mini série, 7 épisodes)

### Jeux vidéo
- 2010 : Call of Duty: Black Ops : Alex Mason (voix originale)
- 2012 : Call of Duty: Black Ops II : Alex Mason (voix originale)
- 2018 : Call of Duty: Black Ops IIII : Alex Mason (voix originale)

## Distinctions

### Récompenses
- Australian Film Institute Awards 2004 : Meilleur acteur pour Le Saut périlleux
- Australian Film Institute Awards 2010 : Meilleur acteur pour Avatar
- Festival du film de Giffoni 2010 : Lauréat du Prix Giffoni
- Saturn Awards 2010 : Meilleur acteur pour Avatar
- ShoWest Convention 2010 : Lauréat du Prix de la star masculine de l'année
- Teen Choice Awards 2010 : Meilleur acteur pour Avatar

### Nominations
- Australian Film Institute Awards 2000 : Meilleur acteur pour Bootmen
- 2002 : Film Critics Circle of Australia Awards du meilleur acteur dans un second rôle pour Dirty Deeds (en)
- 2004 : Film Critics Circle of Australia Awards du meilleur acteur pour Le Saut périlleux
- 2004 : Inside Film Awards du meilleur acteur pour Le Saut périlleux
- Teen Choice Awards 2009 : Révélation masculine dans Terminator Renaissance
- Empire Awards 2009 : Meilleur acteur pour Avatar
- MTV Movie Award 2009 : 
  - Meilleur combat partagé avec Stephen Lang pour Avatar
  - Meilleur baiser partagé avec Zoe Saldana pour Avatar
- 2010 : People's Choice Awards de la meilleure révélation masculine dans Terminator Renaissance

## Voix francophones
En France, Adrien Antoine est la voix française régulière de Sam Worthington depuis 2003.
Au Québec, Gilbert Lachance est la voix québécoise la plus régulière de l'acteur. Tristan Harvey l'a également doublé à quatre reprises.